# Альберт Пуїг
Альберт Пуїг (1 квітня 1994) — іспанський плавець.
Учасник Олімпійських Ігор 2016 року.